# Tymoteusz Mieczysław Sawicki
Tymoteusz Mieczysław Sawicki (ur. 13 stycznia 1890 w Nowym Brzesku, zm. 5 kwietnia 1946 w Milanówku) – polski architekt i konserwator zabytków.

## Życiorys
Sawicki uczęszczał do III gimnazjum w Warszawie, a po strajku szkolnym w 1905 do gimnazjum gen. P. Chrzanowskiego w Warszawie, gdzie w 1909 zdał maturę. Następnie studiował na wydziale architektury Politechniki Czeskiej w Pradze. W 1916 pracował przy inwentaryzacji zamku królewskiego w Warszawie. W 1917 prowadził prace inwentaryzacyjne w ramach Towarzystwa Opieki Nad Zabytkami Przeszłości. Od 1919 był wykładowcą Państwowej Szkoły Budownictwa i Żeńskiej Szkoły Architektury im. S. Noakowskiego, jednocześnie będąc starszym referentem wydziału architektury i opieki nad zabytkami w Ministerstwie Sztuki i Kultury, a następnie pracował jako radca ministerialny w departamencie sztuki Ministerstwa Wyznań Religijnych i Oświecenia Publicznego, gdzie współpracował Jarosławem Wojciechowskim w tworzeniu ustawodawstwa w zakresie konserwacji zabytków. W 1921 ukończył studia na Wydziale Architektury Politechniki Warszawskiej, uzyskując na nim jako pierwszy dyplom architekta dyplomowanego. W latach 1931–1939 pełnił funkcję konserwatora miasta stołecznego Warszawy i konserwatora województwa łódzkiego. Jako konserwator w województwie łódzkim nadzorował w latach 30. XX w. prace architektoniczno-badawcze i inżynieryjne prowadzone w kolegiacie w Tumie.
Podczas II wojny światowej pracował w Zarządzie Miejskim w Warszawie, zajmując się m.in. opracowywaniem kartoteki zabytków warszawskich. W lipcu 1945 zaangażował się w prace Biura Odbudowy Stolicy, pełniąc funkcję kierownika pracowni badawczo–naukowej w Dziale Architektury Zabytkowej.
Publikował artykuły naukowe związane z konserwacją zabytków i z architekturą w czasopismach takich jak: m.in. „Architektura i Budownictwo”, „Ziemia”, „Kronika Warszawy”, „Stolica”, „Pion”, „Polska Zbrojna”.

### Życie prywatne
Sawicki był synem Mariana Sawickiego i Julii z domu Skomorowskiej. Jego żoną była Irena Radzikowska.
Został pochowany na cmentarzu powązkowskim (kwatera 184, rząd 1, miejsce 18).

## Publikacje
- „Bernardo Bellotto Canaletto i jego widoki Warszawy” (1922),
- „Jurydyki i ratusze Warszawy” („Kronika Warszawy” 1925),
- „Kalwaria Ujazdowska” („Wiadomości Konserwatorskie” 1939),
- „Dziesięć lat pracy w Tumie pod Łęczycą” (1939),
- „Trzy dni w Warszawie” (Warszawa 1927),
- „Warszawa w obrazach Bernarda Belotta Canaletta” (1927)[3][2].